# Sauce Viejo Airport
Sauce Viejo Airport är en flygplats i Argentina. Den ligger i den centrala delen av landet, 400 km nordväst om huvudstaden Buenos Aires. Sauce Viejo Airport ligger 17 meter över havet.
Terrängen runt Sauce Viejo Airport är mycket platt. Runt Sauce Viejo Airport är det ganska tätbefolkat, med 172 invånare per kvadratkilometer.. Närmaste större samhälle är Santa Fe de la Vera Cruz, 13,7 km nordost om Sauce Viejo Airport. 
Trakten runt Sauce Viejo Airport består huvudsakligen av våtmarker.